# Archibald Alison (1. baronet)

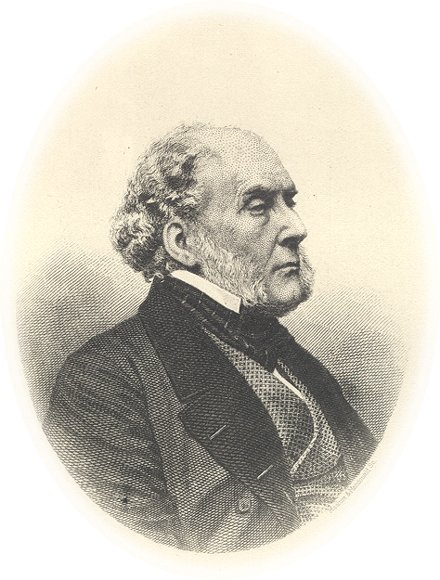
Archibald Alison, 1. baronet

Archibald Alison (ur. 29 grudnia 1792 w Kenley, Salop, zm. 10 maja 1867 w Glasgow) – szkocki historyk i prawnik.
Syn filozofa Archibalda (1757–1839). Ożenił się w 1825 z Elisabeth Glencairn.
Studiował pod nadzorem prywatnego nauczyciela, a później na Uniwersytecie Edynburskim. W 1814 został przyjęty do izby adwokackiej, a w 1834 został szeryfem Lanarkshire.
Był lordem rektorem najpierw Marischal College w Aberdeen, a następnie University of Glasgow. Został mianowany baronetem przez Lorda Derby w 1852.
Robert Scott Lauder namalował jego portret.
Wydano jego autorstwa m.in.:
- History of Europe during the Frech revolution (10 tomów, 1833–1842),
- History of Europe, 1815-52 (9 tomów, 1853–1859),
- Principles of Population (1840),
- The Military Life of John, Duke of Marlborough (2 tomy, 1848),
- Lives of Lord Castlereagh and Sir C. Stewart (3 tomy, 1861),
- Some Account on My Life and Writings. An Autobiography (2 tomy, 1883).